# کونداشلی
کونداشلی (به لاتین: Kundashly) یک منطقهٔ مسکونی در روسیه است که در باشقیرستان واقع شده‌است.